# Ibrahim al-Sahraní
Ibrahim Suwajed al-Sahraní (arabul: إبراهيم سويد الشهراني); 1974. július 21. –) szaúd-arábiai válogatott labdarúgó.

## Pályafutása

### Klubcsapatban
1992 és 1995 között az Abhá csapatában játszott. 1995 és 2004 között az el-Áhlí, 2004 és 2009 között az el-Áttihád játékosa volt. Kétszeres szaúdi bajnok (2007, 2009).

### A válogatottban
1997 és 2005 között 86 alkalommal játszott a szaúd-arábiai válogatottban és 24 gólt szerzett. Részt vett az 1998-as és a 2002-es világbajnokságon, az 1997-es és az 1999-es konföderációs kupán, illetve a 2004-es Ázsia-kupán.

## Sikerei, díjai
el-Áttihád
- Szaúd-arábiai bajnok (2): 2006–07, 2008–09
- AFC-bajnokok ligája (2): 2004, 2005